# Espai Natural Protegit de Granyena

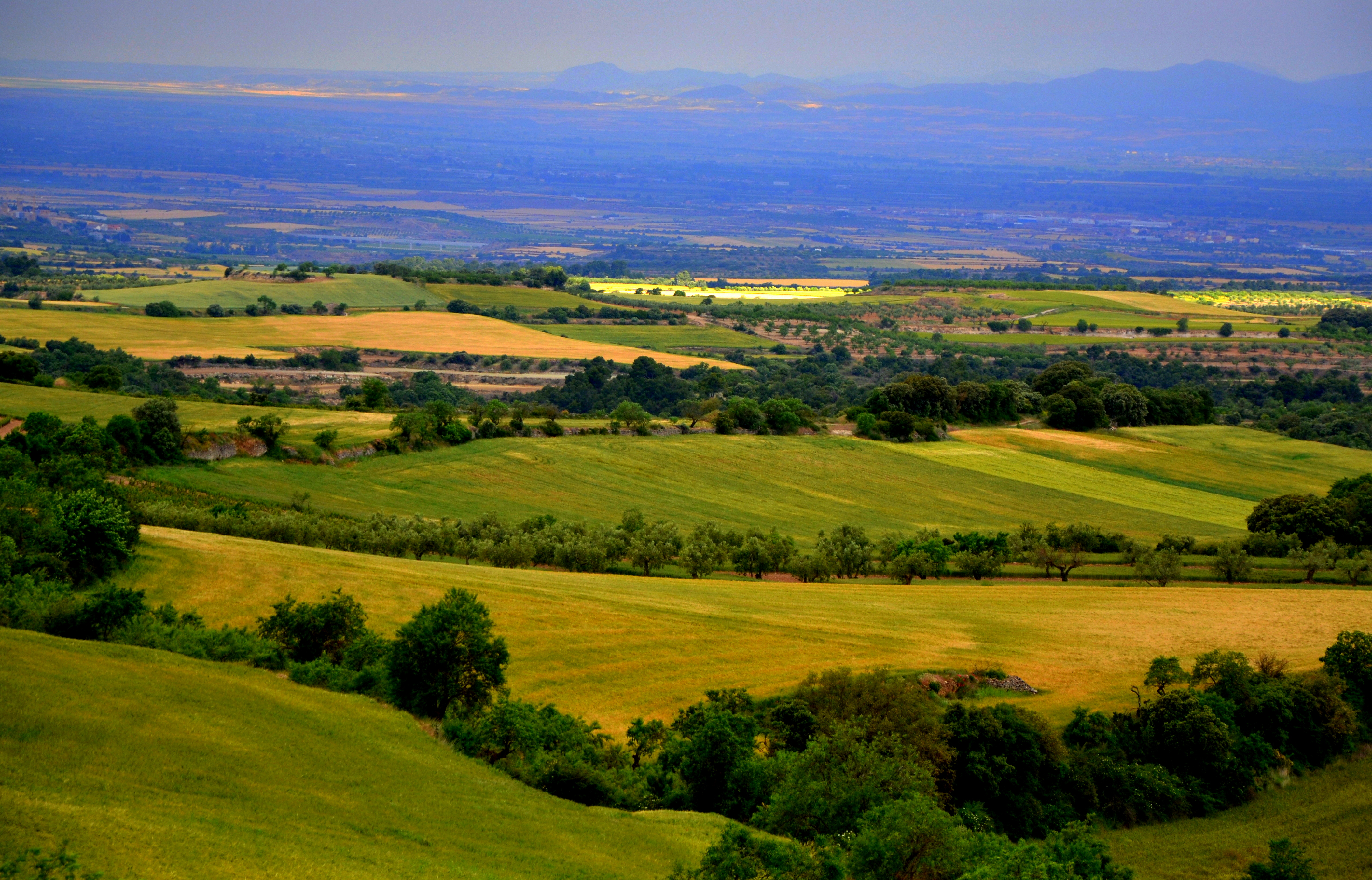
Vista de l'espai vers la fi de la primavera.

L'Espai Natural Protegit de Granyena, situat principalment a la comarca de la Segarra, és un típic representant del paisatge mediterrani modulat des d'antic. Es caracteritza per una combinació de boscs, matollars i terrenys agrícoles que donen varietat i valor afegit a la seva vàlua natural. El paisatge està dominat per l'estructura típica dels conreus herbacis de secà, amb reminiscències de la vegetació natural originària a les àrees de més relleu al llarg dels diversos cursos d'aigua.
És un espai especialment interessant per a la dispersió dels individus juvenils de l'àguila cuabarrada, tot i que també acull fauna ornítica estèpica, com el torlit, el sisó o el gaig blau. Per aquest motiu, es tracta d'un Espai inclòs a la xarxa Natura 2000 exclusivament com a ZEPA per a la conservació de les aus.

## Situació
Té una superfície total de 6.619,01 ha, distribuïdes en nou municipis entre l'Urgell i la Segarra:
| Municipi/Comarca     | Superfície (ha) | %     |
| -------------------- | --------------- | ----- |
| Segarra              | 4.529,34        | 68,43 |
| Granyena de Segarra  | 1.486,38        | 22,46 |
| Granyanella          | 1.137,32        | 17,18 |
| Montornès de Segarra | 1.088,69        | 16,45 |
| Cervera              | 496,46          | 7,5   |
| Montoliu de Segarra  | 241,30          | 3,65  |
| Ribera d'Ondara      | 79,20           | 1,2   |
| Urgell               | 2.089,67        | 31,57 |
| Tàrrega              | 1.006,85        | 15,21 |
| Verdú                | 847,24          | 12,8  |
| Guimerà              | 235,58          | 3,56  |

## Geologia

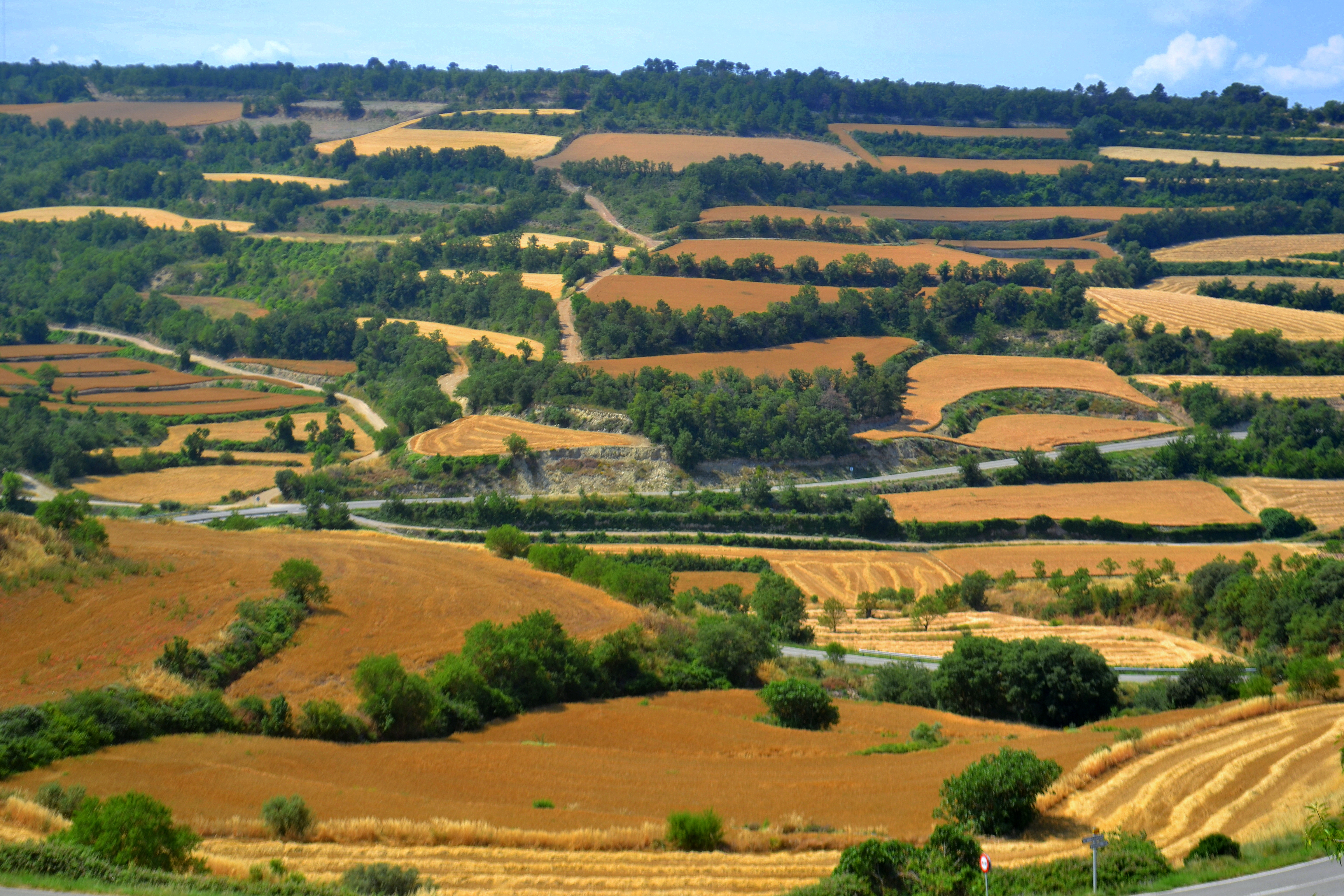
Paisatge en taules amb valls intersticials.

La morfologia del terreny a l'ENP de Granyena és ondulada, amb la presència d'alguns puigs i zones més planes. Està constituït principalment sobre la base de margues calcícoles, que creen esglaons en el terreny. L'espai se situa sobre el paquet sedimentari cenozoic, amb una orografia molt marcada per diferents cursos hídrics.
El substrat de margues i la seva erosió constitueixen un paisatge en taules, amb valls intersticials i vessants aprofitades amb bancals. En alguns punts, l'home també ha modificat la fisonomia del terreny, amb l'aixecament de marges de pedra seca que subjecten bancals agrícoles.

## Biodiversitat

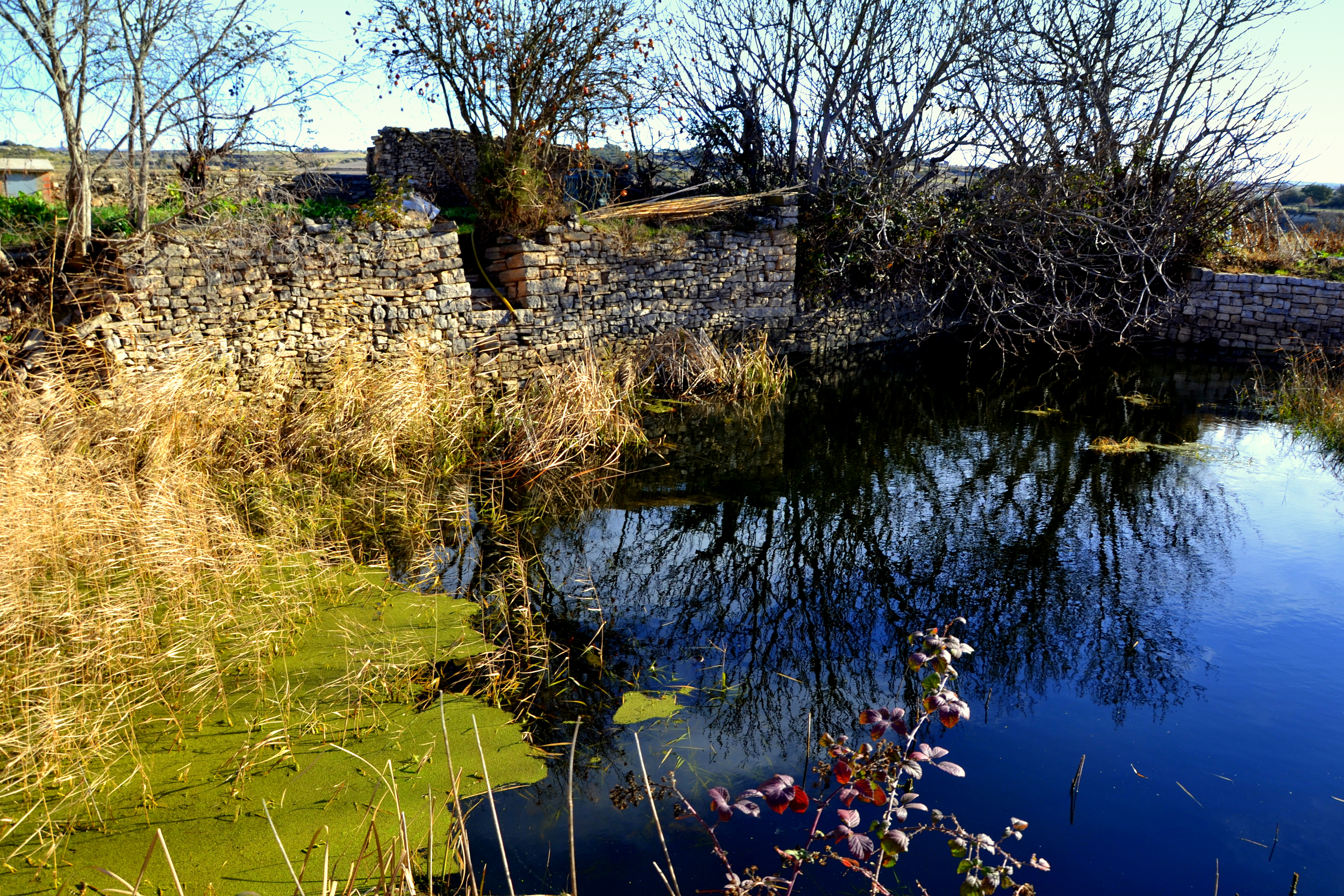
Bassa a Granyanella

En la superfície de l'espai, destaquen erres agrícoles i àrees antròpiques, que ocupen un 81,47%, seguides dels boscos (9,82%), zones amb vegetació arbustiva i herbàcia (8,44%), ambients litorals i salins (0,15%) i molleres i aiguamolls (0,13%).

### Flora
L'agricultura es barreja amb clapes forestals dominades pel pi blanc (Pinus halepensis) i la carrasca (Quercus ilex rotundifolia) o el roure valencià (Quercus faginea) així com brolles de romaní (Salvia rosmarinus) especialment als vessants dels cursos d'aigua que travessen l'espai. A les fondalades que tenen prou humitat, també s'hi donen algunes formacions aïllades de ribera, amb la presència de pollancres (Populus nigra).

### Fauna

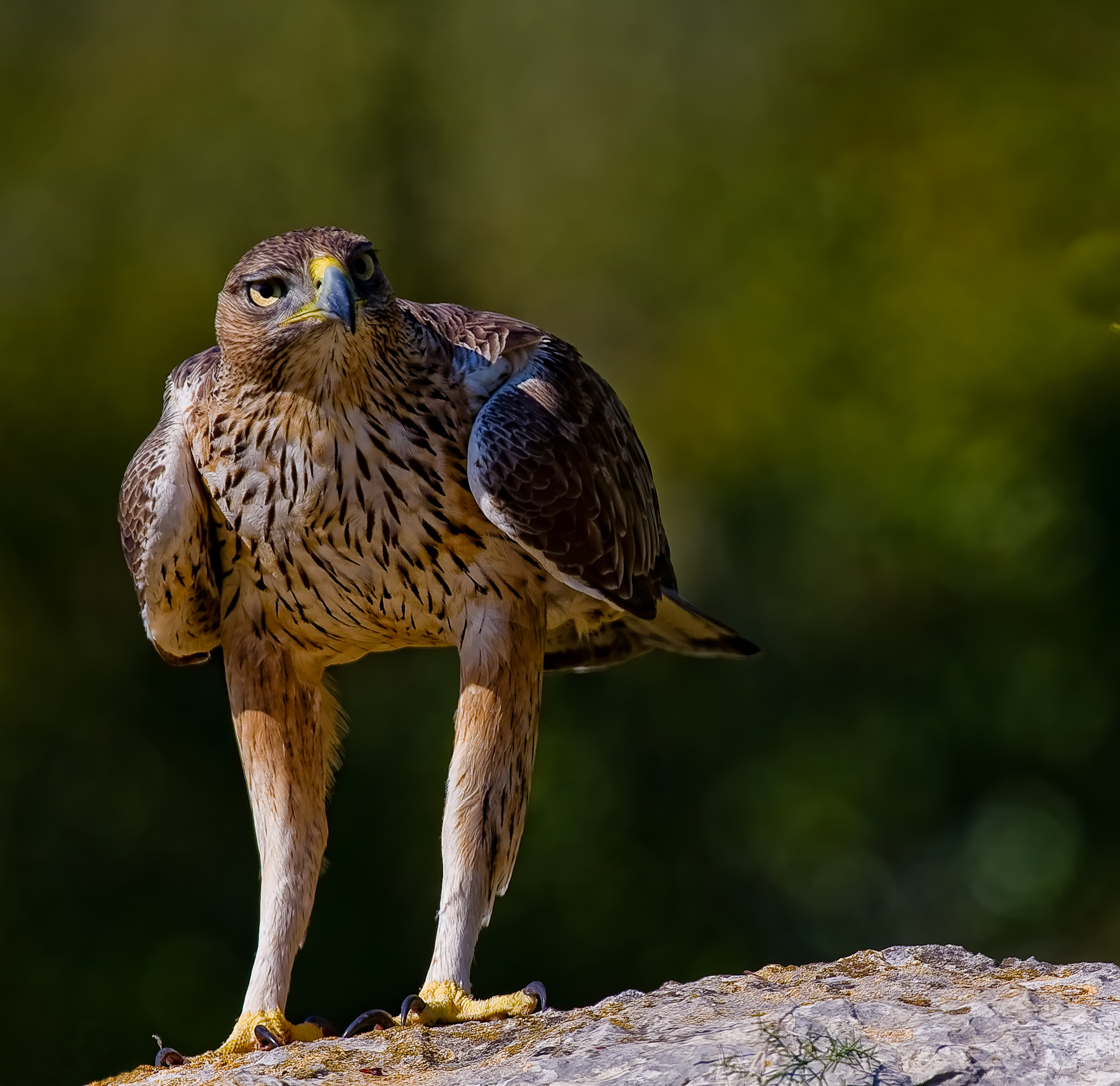
Àguila cuabarrada (Hieraaetus fasciatus).

Espai de gran interès per a les poblacions d'àguila cuabarrada, ja que és una àrea de dispersió de juvenils d'aquesta espècie. També s'hi poden trobar alguns exemplars de torlit (Burhinus oedicnemus), de sisó (Tetrax tetrax), de gaig blau (Coracias garrulus) o de calàndria (Melanocorypha calandra).
A més, la configuració en mosaic de l'espai permet una bona representació de l'avifauna de l'interior català, amb presència de nombroses aus rapinyaires com l'arpella (Circus aeruginosus), l'esparver cendrós (Cirus pygargus) i el duc (Bubo bubo). Una altra au d'interès és l'enganyapastors (Caprimulgus europaeus), l'hortolà (Emberiza hortulana) i la tallareta cuallarga (Sylvia undata).

## Amenaces
L'impacte més important és l'homogeneïtzació del paisatge, amb la desaparició de marges de vegetació natural entre cultius i zones ermes per l'avenç de l'agricultura. També cal tenir en compte el risc d'incendis forestals. D'altra banda, les margues són materials tous molt susceptibles a l'erosió a les zones de pendent quan desapareixen els murs de pedra.